# Nationalstadion
Et nationalstadion er et stadion, som normalt fungerer som primær eller eksklusiv hjemmebane for et eller flere af et lands landshold. Betegnelsen bliver mest brugt i sammenhæng med stadioner for fodboldlandshold. Et nationalstadion er ofte placeret i eller i nærheden af landets hovedstad eller største by. Det er normalt (men ikke altid) landets største og flotteste sportsarena. 
I mange tilfælde, men ikke alle, bliver nationalstadionet også brugt af et klubhold. 
En del lande (eksempelvis forbundsstaterne USA og Tyskland samt Spanien) har ikke noget udnævnt nationalstadion. I Danmark er nationalstadionet Parken.
| Sport | Spire Denne artikel om sport er en spire som bør udbygges. Du er velkommen til at hjælpe Wikipedia ved at udvide den. |

| Arkitektur | Spire Denne arkitekturartikel er en spire som bør udbygges. Du er velkommen til at hjælpe Wikipedia ved at udvide den. |